# علي الأقرع
علي الأقرع (بالإنجليزية: Ali M. El-Agraa)‏ (مواليد 1 يناير 1941 في ود مدني، السودان) أستاذ فخري في التكامل الاقتصادي الدولي في جامعة فوكوكا اليابانية. تلقى دعوة للانضمام إلى جامعة فوكوكا عام 1988 أثناء عمله أستاذًا زائرًا في الجامعة الدولية في اليابان (1984-6)، في إجازة من جامعة ليدز (المملكة المتحدة)، التي انضم إليها عام 1971. غادر السودان عام 1964 متوجهًا إلى إنجلترا حيث أصبح مقيمًا بشكل دائم، وحصل في عام 1977 على الجنسية البريطانية. تزوج من ديانا لاثام مولت (20 أكتوبر 1979) ولديه ابن يدعى مارك ستيفن، وابنة تدعى فرانسيس هانا.

## التعليم
تلقى علي تعليمه الابتدائي في السودان. في عام 1959، حصل على شهادة الفوج الأول في مدرسة السودان (التي تمنحها جامعة كامبريدج، المملكة المتحدة، بالتعاون مع مجلس امتحانات السودان). في عام 1961، تقدم للامتحانات المتوسطة (التي تعادل تقريبًا المستويات العليا البريطانية) في جامعة الخرطوم وحصل على مرتبة الشرف في كل المواضيع (الاقتصاد/الرياضيات، والجغرافيا، والأنثروبولوجيا الاجتماعية). في عام 1964، حصل على درجة البكالوريوس مع مرتبة شرف من جامعة الخرطوم، واختبر خارجيًا من جامعات المملكة المتحدة، منها: كامبريدج وأوكسفورد وكلية لندن للاقتصاد والعلوم السياسية.
التحق بجامعة ليدز في المملكة المتحدة ليكمل دراساته العليا، وحصل في عام 1967 على درجة الماجستير في الاقتصاد بتفوق. بعد أن أصبح محاضًرا لمادة الاقتصاد في جامعة الخرطوم عام 1967، عاد إلى جامعة ليدز عام 1968 مرة أخرى للحصول على درجة الدكتوراه بإشراف الأستاذ آرثر جوزف براون، لكن الجامعة عينته محاضرًا عام 1971 قبل أن ينتهي من أطروحته. في عام 2000، حصل على درجة الدكتوراه من نفس الجامعة عن أطروحته بعنوان Theoretical and Policy Aspects of Protection and International Economic Cooperation (بالعربية: الجوانب النظرية والسياسية للحماية والتعاون الاقتصادي الدولي). في عام 2001، حصل على درجة الدكتوراه العليا من جامعة كيوشو اليابانية لكتابه Regional Integration: Experience, Theory and Measurement (بالعربية: التكامل الإقليمي، التجربة والنظرية والقياس) وسجله الأكاديمي العام.

## مسيرته الأكاديمية
بدأ علي مشواره الأكاديمي عام 1964 عندما عينته جامعة الخرطوم أستاذًا مساعدًا لمادة الاقتصاد في كلية الدراسات الاقتصادية والاجتماعية. رُقي إلى رتبة محاضر في الاقتصاد عام 1967. في عام 1971، أصبح محاضرًا في الاقتصاد في كلية الدراسات الاقتصادية التابعة لجامعة ليدز، والتي أصبحت لاحقًا تعرف بكلية إدارة الأعمال بجامعة ليدز. انضم لاحقًا إلى جامعة فوكوكا في اليابان وعمل أستاذًا في الاقتصاد الدولي والاقتصادات الأوروبية/ الأمريكية في كلية التجارة، واستمر في هذا المنصب حتى تقاعده في 31 مارس 2011، ليصبح أستاذًا فخريًا للتكامل الاقتصادي الدولي، تقديرًا لمساهماته الاكاديمية.
عمل علي أستاذًا زائرًا عدة مرات، منها:
- أستاذ زائر لاقتصاد المجتمع الأوروبي في جامعة يورك (المملكة المتحدة) خلال عام 1980-81.
- أستاذ زائر للاقتصاد الدولي ودراسات الشرق الأوسط وتكامل غرب أوروبا في كلية الدراسات العليا للعلاقات الدولية، الجامعة الدولية في اليابان، خلال عام 1984-86
- أستاذ زائر لاقتصاد المجتمع الأوروبي في جامعة فودان، شنغهاي في فبراير - مارس 1985؛
- أستاذ زائر للاقتصاد بجامعة فاندربيلت (ناشفيل تينيسي، الولايات المتحدة الأمريكية) خلال عام 1997-98

عمل أيضًا أستاذً مساعدًا لدراسات الاتحاد الأوروبي مع جامعة كيوشو الوطنية، وجامعة سينان غاكوين، وجامعة كيوشو سانغيو في فوكوكا، اليابان، وغيرهم عدة مرات خلال فترة 1989-2000، كما درّس عدة مساقات دراسات عليا مكثفة في معهد اليابان للتنمية الدولية برعاية البنك الدولي في طوكيو، اليابان عام 1986، وجامعة شولالونغكورن، في بانكوك، تايلاند عام 2010.